# Aeropuerto de Marrakech-Menara
El Aeropuerto de Marrakech-Menara (en árabe مطار مراكش المنارة) (IATA: RAK, OACI: GMMX) en Marrakech, Marruecos, es una instalación internacional que recibe algunos vuelos europeos así como vuelos desde Casablanca y algunas naciones del mundo árabe.
El aeropuerto atendió a unos 3,1 millones de pasajeros en el año 2008

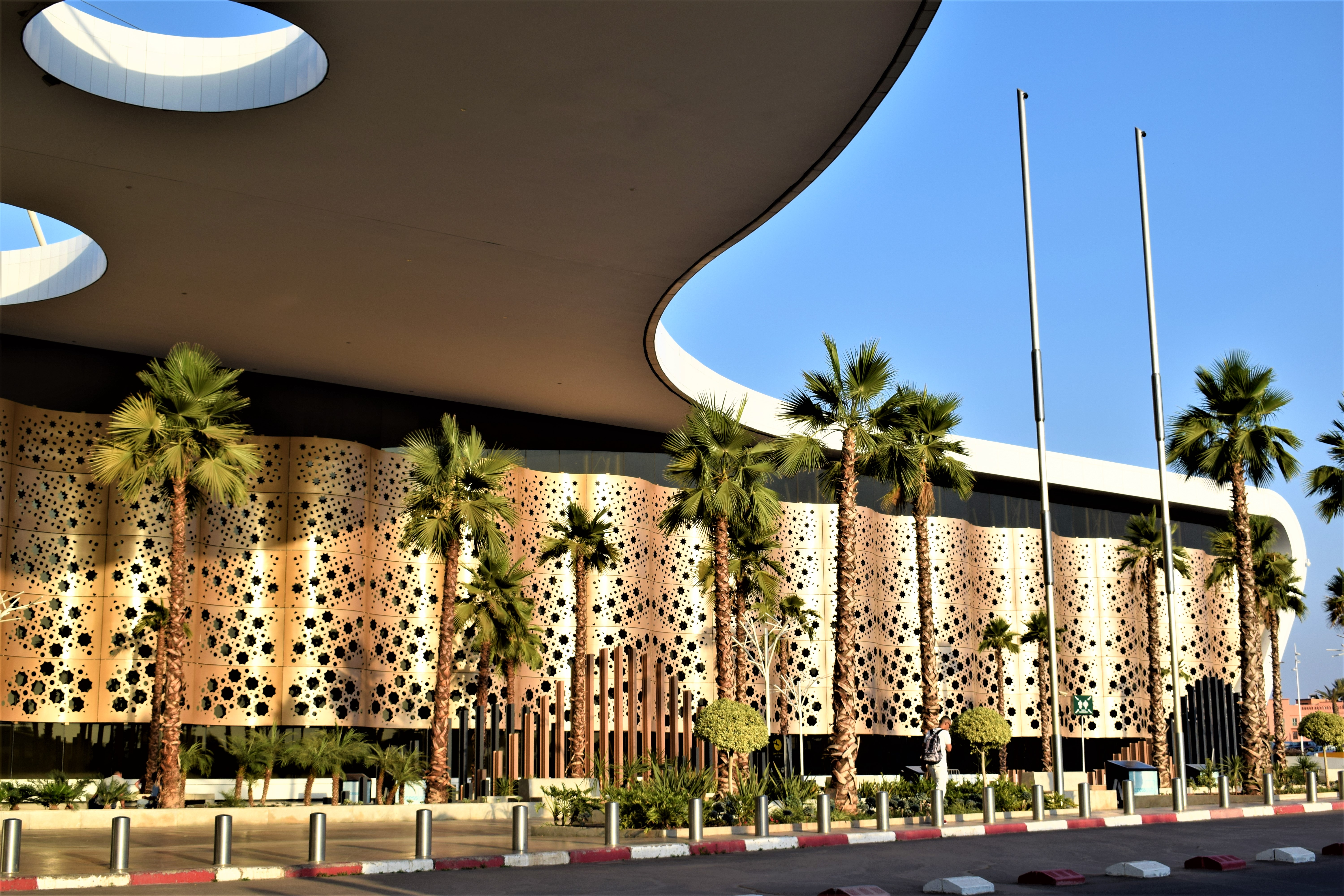
Exterior del Aeropuerto Marrakech-Menara.

## Infraestructuras

### Pista
La pista pavimentada es la 10/28 de 3.100 metros de largo y 45 metros de ancho, y puede acoger a cualquier clase de avión.

### Clasificación y equipamiento de navegación
El aeropuerto está equipado de un sistema de aterrizaje ILS de categoría II y ofrece radio ayudas de navegación: VOR  – DME – NDB.

### Otras instalaciones
La plataforma de aeronaves tiene un espacio de 125.000 m² capaz de acoger a catorce Boeing 737s y cuatro Boeing 747s.
La terminal de carga posee 340 m² de espacio.

## Aerolíneas y destinos

### Destinos nacionales
| Ciudades    | Aeropuerto                          | Aerolíneas      | Aeronaves | Frecuencias semanales |
| Marruecos   | Marruecos                           | Marruecos       | Marruecos | Marruecos             |
| ----------- | ----------------------------------- | --------------- | --------- | --------------------- |
| Casablanca  | Aeropuerto Internacional Mohammed V | Royal Air Maroc |           |                       |
| Er-Rachidía | Aeropuerto Moulay Ali Cherif        | Ryanair         | B737      |                       |
| Fez         | Aeropuerto de Fez-Saïss             | Ryanair         | B737      |                       |
| Tánger      | Aeropuerto de Tánger-Ibn Battuta    | Ryanair         | B737      |                       |
| Tetuán      | Aeropuerto de Tetuán-Sania Ramel    | Ryanair         | B737      |                       |
| Uchda       | Aeropuerto de Uchda Angads          | Ryanair         | B737      |                       |

### Destinos internacionales
| Ciudades por países       | Nombre del aeropuerto                             | Aerolíneas                                                                             | Aeronaves       | Frecuencias semanales |              |
| Norteamérica              | Norteamérica                                      | Norteamérica                                                                           | Norteamérica    | Norteamérica          | Norteamérica |
| ------------------------- | ------------------------------------------------- | -------------------------------------------------------------------------------------- | --------------- | --------------------- | ------------ |
| Canada                    |                                                   |                                                                                        |                 |                       |              |
| Montreal                  | Aeropuerto Internacional Pierre Elliott Trudeau   | Air Transat                                                                            |                 |                       |              |
| Estados Unidos            |                                                   |                                                                                        |                 |                       |              |
| Atlanta                   | Aeropuerto Internacional Hartsfield-Jackson       | Delta Air Lines (inicia 25 de octubre de 2025)                                         |                 |                       |              |
| Newark                    | Aeropuerto Internacional Libertad de Newark       | United Airlines                                                                        | B767-300ER      | 3                     |              |
| Asia                      |                                                   |                                                                                        |                 |                       |              |
| Catar                     |                                                   |                                                                                        |                 |                       |              |
| Doha                      | Aeropuerto Internacional Hamad                    | Qatar Airways                                                                          |                 |                       |              |
| Europa                    |                                                   |                                                                                        |                 |                       |              |
| Alemania                  |                                                   |                                                                                        |                 |                       |              |
| Berlín                    | Aeropuerto de Berlín-Brandeburgo Willy Brandt     | Ryanair                                                                                | B737            |                       |              |
| Colonia                   | Aeropuerto Internacional de Colonia/Bonn          | Ryanair                                                                                | B737            |                       |              |
| Düsseldorf                | Aeropuerto Internacional de Düsseldorf            | Eurowings (Estacional)                                                                 | A3xx            |                       |              |
| Fráncfort                 | Aeropuerto de Fráncfort del Meno                  | Air Arabia Maroc Lufthansa                                                             | A320-214        |                       |              |
| Hahn                      | Aeropuerto de Fráncfort-Hahn                      | Ryanair                                                                                | B737            |                       |              |
| Munich                    | Aeropuerto Internacional de Múnich                | Discover Airlines (Estacional)                                                         | A3xx            |                       |              |
| Weeze                     | Aeropuerto de Baja Renania                        | Ryanair                                                                                | B737            |                       |              |
| Austria                   |                                                   |                                                                                        |                 |                       |              |
| Viena                     | Aeropuerto de Viena                               | Austrian Airlines (Estacional)                                                         |                 |                       |              |
| Bélgica                   |                                                   |                                                                                        |                 |                       |              |
| Bruselas                  | Aeropuerto de Bruselas-National                   | Royal Air Maroc Ryanair Transavia (Estacional) TUI fly Belgium (Estacional)            | B737            |                       |              |
| Bruselas                  | Aeropuerto de Bruselas Sur                        | Ryanair                                                                                | B737            |                       |              |
| Dinamarca                 |                                                   |                                                                                        |                 |                       |              |
| Copenhague                | Aeropuerto de Copenhague-Kastrup                  | Norwegian                                                                              | B737            |                       |              |
| Eslovaquia                |                                                   |                                                                                        |                 |                       |              |
| Bratislava                | Aeropuerto de Bratislava                          | Ryanair (Estacional)                                                                   |                 |                       |              |
| España                    |                                                   |                                                                                        |                 |                       |              |
| Alicante                  | Aeropuerto de Alicante-Elche                      | Ryanair                                                                                | B737            |                       |              |
| Barcelona                 | Aeropuerto Josep Tarradellas Barcelona-El Prat    | Ryanair Vueling                                                                        | B737 A3xx       |                       |              |
| Bilbao                    | Aeropuerto de Bilbao                              | Volotea Vueling                                                                        | A3xxceo A3xx    |                       |              |
| Gerona                    | Aeropuerto de Gerona                              | Ryanair (Estacional)                                                                   | B737            |                       |              |
| Gran Canaria              | Aeropuerto de Gran Canaria                        | Binter Canarias Ryanair                                                                | ATR 72-600 B737 |                       |              |
| Lanzarote                 | Aeropuerto César Manrique-Lanzarote               | Ryanair                                                                                | B737            |                       |              |
| Madrid                    | Aeropuerto Adolfo Suárez Madrid-Barajas           | Air Europa (Estacional) Iberia Ryanair                                                 | B737 A3xx B737  |                       |              |
| Málaga                    | Aeropuerto de Málaga-Costa del Sol                | Ryanair easyJet Europe '(Estacional)                                                   | B737 A3xx       |                       |              |
| Murcia                    | Aeropuerto Internacional de la Región de Murcia   | Ryanair                                                                                | B737            |                       |              |
| Palma de Mallorca         | Aeropuerto de Palma de Mallorca                   | Ryanair (Estacional)                                                                   | B737            |                       |              |
| Santander                 | Aeropuerto Seve Ballesteros-Santander             | Ryanair                                                                                | B737            |                       |              |
| Tenerife                  | Aeropuerto de Tenerife Norte-Ciudad de La Laguna  | Ryanair                                                                                | B737            |                       |              |
| Sevilla                   | Aeropuerto de Sevilla                             | Ryanair                                                                                | B737            |                       |              |
| Valencia                  | Aeropuerto de Valencia                            | Ryanair                                                                                | B737            |                       |              |
| Zaragoza                  | Aeropuerto de Zaragoza                            | Ryanair                                                                                | B737            |                       |              |
| Finlandia                 |                                                   |                                                                                        |                 |                       |              |
| Helsinki                  | Aeropuerto de Helsinki-Vantaa                     | Norwegian (Estacional)                                                                 | B737            |                       |              |
| Francia                   |                                                   |                                                                                        |                 |                       |              |
| Beauvais                  | Aeropuerto de Beauvais-Tillé                      | Ryanair                                                                                | B737            |                       |              |
| Brest                     | Aeropuerto de Brest-Bretagne                      | Transavia France (Estacional)                                                          |                 |                       |              |
| Burdeos                   | Aeropuerto de Burdeos-Mérignac                    | easyJet Europe Transavia Volotea (Estacional)                                          | A3xx A3xxceo    |                       |              |
| Clermont-Ferrand          | Aeropuerto de Clermont-Ferrand/Auvergne           | TUI fly Belgium (Estacional)                                                           |                 |                       |              |
| Châlons-en-Champagne      | Aeropuerto de Châlons Vatry                       | Ryanair                                                                                | B737            |                       |              |
| Dole                      | Aeropuerto de Dole – Jura                         | Ryanair                                                                                | B737            |                       |              |
| Estrasburgo               | Aeropuerto de Estrasburgo                         | Volotea (Estacional)                                                                   | A3xxceo         |                       |              |
| La Rochelle               | Aeropuerto de La Rochelle                         | Ryanair                                                                                | B737            |                       |              |
| Lille                     | Aeropuerto de Lille-Lesquin                       | TUI fly Belgium Volotea (Estacional)                                                   | A3xxceo         |                       |              |
| Limoges                   | Aeropuerto de Limoges                             | Ryanair                                                                                | B737            |                       |              |
| Lyon                      | Aeropuerto de Lyon-Saint Exupéry                  | easyJet Europe Transavia France { Volotea                                              | A3xx A3xxceo    |                       |              |
| Marsella                  | Aeropuerto de Marsella-Provenza                   | Royal Air Maroc Ryanair Transavia France                                               | B737            |                       |              |
| Montpellier               | Aeropuerto de Montpellier-Méditerranée            | Transavia France                                                                       |                 |                       |              |
| Nantes                    | Aeropuerto de Nantes Atlantique                   | easyJet Europe Transavia France Volotea                                                | A3xx A3xxceo    |                       |              |
| Nîmes                     | Aeropuerto de Nîmes                               | Ryanair                                                                                | B737            |                       |              |
| Niza                      | Aeropuerto Internacional de Niza-Costa Azul       | easyJet Europe                                                                         | A3xx            |                       |              |
| París                     | Aeropuerto de París-Charles de Gaulle             | Air France easyJet Europe Royal Air Maroc (Estacional)                                 | A3xx            |                       |              |
| París                     | Aeropuerto de París-Orly                          | Air Arabia Maroc Royal Air Maroc Transavia France TUI fly Belgium (Estacional) Vueling | A320-214 A3xx   |                       |              |
| Perpiñán                  | Aeropuerto de Perpiñán-Rivesaltes                 | Ryanair                                                                                | B737            |                       |              |
| Rennes                    | Aeropuerto de Rennes                              | Transavia France                                                                       |                 |                       |              |
| Toulouse                  | Aeropuerto de Toulouse-Blagnac                    | easyJet Europe Ryanair                                                                 | A3xx B737       |                       |              |
| Tours                     | Aeropuerto de Tours Val de Loire                  | Ryanair                                                                                | B737            |                       |              |
| Grecia                    |                                                   |                                                                                        |                 |                       |              |
| Atenas                    | Aeropuerto Internacional Eleftherios Venizelos    | Aegean Airlines                                                                        | A32x            |                       |              |
| Hungría                   |                                                   |                                                                                        |                 |                       |              |
| Budapest                  | Aeropuerto de Budapest-Ferenc Liszt               | Wizz Air                                                                               | A32x            |                       |              |
| Irlanda                   |                                                   |                                                                                        |                 |                       |              |
| Dublín                    | Aeropuerto de Dublín                              | Aer Lingus Ryanair                                                                     | A3xx B737       |                       |              |
| Irlanda del Norte         |                                                   |                                                                                        |                 |                       |              |
| Belfast                   | Aeropuerto Internacional de Belfast               | easyJet (Estacional)                                                                   | A32x            |                       |              |
| Islandia                  |                                                   |                                                                                        |                 |                       |              |
| Reikiavik                 | Aeropuerto Internacional de Keflavík              | Play (Estacional)                                                                      | A32x-251Nx      |                       |              |
| Italia                    |                                                   |                                                                                        |                 |                       |              |
| Bérgamo                   | Aeropuerto de Bérgamo-Orio al Serio               | Ryanair                                                                                | B737            |                       |              |
| Bolonia                   | Aeropuerto de Bolonia                             | TUI fly Belgium (Estacional)                                                           |                 |                       |              |
| Catania                   | Aeropuerto de Catania-Fontanarossa                | Ryanair                                                                                | B737            |                       |              |
| Milán                     | Aeropuerto de Milán-Malpensa                      | easyJet Europe Ryanair Wizz Air                                                        | A3xx B737 A32x  |                       |              |
| Nápoles                   | Aeropuerto de Nápoles-Capodichino                 | easyJet Europe Ryanair                                                                 | A3xx B737       |                       |              |
| Pisa                      | Aeropuerto de Pisa                                | Ryanair                                                                                | B737            |                       |              |
| Roma                      | Aeropuerto de Roma-Ciampino                       | Ryanair                                                                                | B737            |                       |              |
| Roma                      | Aeropuerto de Roma-Fiumicino                      | Wizz Air                                                                               | A32x            |                       |              |
| Treviso                   | Aeropuerto de Sant'Angelo Treviso                 | Ryanair                                                                                | B737            |                       |              |
| Turín                     | Aeropuerto de Turín-Caselle                       | Ryanair                                                                                | B737            |                       |              |
| Letonia                   |                                                   |                                                                                        |                 |                       |              |
| Riga                      | Aeropuerto Internacional de Riga                  | airBaltic (Estacional)                                                                 | A220-371        |                       |              |
| Luxemburgo                |                                                   |                                                                                        |                 |                       |              |
| Ciudad de Luxemburgo      | Aeropuerto de Luxemburgo                          | Luxair (Estacional)                                                                    |                 |                       |              |
| Noruega                   |                                                   |                                                                                        |                 |                       |              |
| Oslo                      | Aeropuerto de Oslo-Gardermoen                     | Norwegian                                                                              | B737            |                       |              |
| Países Bajos              |                                                   |                                                                                        |                 |                       |              |
| Ámsterdam                 | Aeropuerto de Ámsterdam-Schiphol                  | easyJet Europe Transavia                                                               | A3xx            |                       |              |
| Eindhoven                 | Aeropuerto de Eindhoven                           | Ryanair Transavia                                                                      | B737            |                       |              |
| Róterdam                  | Aeropuerto de Róterdam-La Haya                    | TUI fly Belgium (Estacional)                                                           |                 |                       |              |
| Polonia                   |                                                   |                                                                                        |                 |                       |              |
| Varsovia                  | Aeropuerto de Varsovia-Frédéric Chopin            | LOT Polish Airlines (inicia 29 de octubre del 2025) Wizz Air (Estacional)              | A32x            |                       |              |
| Cracovia                  | Aeropuerto de Cracovia-Juan Pablo II              | Ryanair (Estacional)                                                                   | B737            |                       |              |
| Portugal                  |                                                   |                                                                                        |                 |                       |              |
| Faro                      | Aeropuerto de Faro                                | Ryanair (Estacional)                                                                   | B737            |                       |              |
| Lisboa                    | Aeropuerto de Lisboa                              | easyJet Europe Ryanair TAP Portugal                                                    | A3xx B737 A3xx  |                       |              |
| Oporto                    | Aeropuerto Francisco de Sá Carneiro               | easyJet Europe Ryanair                                                                 | A3xx B737       |                       |              |
| Reino Unido               |                                                   |                                                                                        |                 |                       |              |
| Birmingham                | Aeropuerto de Birmingham                          | easyJet Jet2.com Ryanair TUI Airways                                                   | A3xx B737 B7x7  |                       |              |
| Brístol                   | Aeropuerto Internacional de Brístol               | easyJet Ryanair TUI Airways                                                            | A3xx B737 B7x7  |                       |              |
| Edimburgo                 | Aeropuerto de Edimburgo                           | easyJet (Estacional) Ryanair                                                           | A3xx B737       |                       |              |
| Glasgow                   | Aeropuerto de Glasgow                             | easyJet Jet2.com (Estacional)                                                          | A3xx            |                       |              |
| Leeds                     | Aeropuerto Internacional de Leeds Bradford        | Ryanair                                                                                | B737            |                       |              |
| Liverpool                 | Aeropuerto John Lennon de Liverpool               | { easyJet Ryanair (Estacional)                                                         | A3xx B737       |                       |              |
| Londres                   | Aeropuerto de Londres-Gatwick                     | British Airways easyJet TUI Airways Wizz Air (Estacional)                              | A3xx B7x7 A32x  |                       |              |
| Londres                   | Aeropuerto de Londres-Heathrow                    | British Airways (Estacional)                                                           |                 |                       |              |
| Londres                   | Aeropuerto de Londres-Luton                       | easyJet                                                                                | A32x            |                       |              |
| Londres                   | Aeropuerto de Londres-Southend                    | easyJet (Estacional)                                                                   | A32x            |                       |              |
| Londres                   | Aeropuerto de Londres-Stansted                    | Jet2.com Ryanair                                                                       | B737            |                       |              |
| Mánchester                | Aeropuerto de Mánchester                          | easyJet Jet2.com Ryanair TUI Airways                                                   | A3xx B737 B7x7  |                       |              |
| Newcastle                 | Aeropuerto Internacional de Newcastle             | Jet2.com (Estacional) Ryanair                                                          | B737            |                       |              |
| Rumania                   |                                                   |                                                                                        |                 |                       |              |
| Bucarest                  | Aeropuerto Internacional de Bucarest-Henri Coandă | Animawings (Estacional) Wizz Air (Estacional)                                          | A32x            |                       |              |
| Suecia                    |                                                   |                                                                                        |                 |                       |              |
| Estocolmo                 | Aeropuerto de Estocolmo-Arlanda                   | Norwegian Ryanair                                                                      | B737            |                       |              |
| Gotemburgo                | Aeropuerto de Gotemburgo-Landvetter               | Norwegian (Estacional)                                                                 | B737            |                       |              |
| Suiza                     |                                                   |                                                                                        |                 |                       |              |
| Ginebra                   | Aeropuerto Internacional de Ginebra               | easyJet Switzerland Swiss                                                              | A3xx A          |                       |              |
| Zúrich                    | Aeropuerto Internacional de Zúrich                | Edelweiss Air (Estacional)                                                             | A320-214        |                       |              |
| Suiza Francia Alemania    |                                                   |                                                                                        |                 |                       |              |
| Basilea/Mulhouse/Friburgo | Aeropuerto de Basilea-Mulhouse-Friburgo           | easyJet Switzerland                                                                    | A3xx            |                       |              |
| Turquía                   |                                                   |                                                                                        |                 |                       |              |
| Estambul                  | Aeropuerto Internacional de Estambul              | Turkish Airlines                                                                       |                 |                       |              |